# بوم‌فمینیسم
بوم‌فمینیسم یا اکوفمینیسم (انگلیسی: Ecofeminism) نگرشی بر مبنای احترام به طبیعت است که با تلفیق رویکردهای فمینیسمی و بوم‌شناختی، مخالف رفتارهای تهاجمی و از میان بردن طبیعت به بهانهٔ سود و پیشرفت است.
اکوفمینیسم محصول ترکیب جنبش رهایی بخش زنان و جنبش حفاظت از محیط زیست است. اکوفمینیسم با بررسی‌ ارتباط بین زن و طبیعت در فرهنگ، دین، ادبیات و نمادنگاری می‌پردازد و درصدد است تشابهات بین سلطه بر زنان و سلطه بر طبیعت را بیابد. برای مثال این شباهت‌ها می‌توان به وجود دیدگاه مالکانه به زن و طبیعت، دیدن مردان به عنوان متولیان فرهنگ و زنان به عنوان متولیان طبیعت، و تشابه الگوها در تسلط مردان به زنان و تسلط انسان‌ها بر طبیعت نام برد.  اکوفمینیسم تأکید می‌کند که هم زنان و هم طبیعت باید مورد احترام باشند. 
نظریه اکوفمینیسم ادعا می‌کند که این دیدگاه، زنان را در موقعیت برتر قرار نمی‌دهد؛ بلکه بیشتر خواهان برابری و یك جامعه مشاركتی است كه در آن برتری گروهی وجود ندارد.    
دلیل پیوند دیدگاه فنمینیستی با مفاهیم اکولوژیک مربوط به رویکرد خاص  فمنیست‌ها به طبیعت و تبعات مشکلات زیست‌محیطی ناشی از بهره برداری‌های بی‌رویه و غیر اصولی از طبیعت و منابع آن می‌باشد. زیرا فمینیست‌ها توجیحات متفاوتی در طرف‌داری از محیط‌ زیست دارند. یکی از اصلی‌ترین استدلالات آن‌‌‌‌‌‌‌‌‌‌‌‌‌‌‌‌‌‌‌‌‌‌‌‌‌‌‌‌‌‌ها این است که «اساسا زنان بیش‌تر از مردان از لطمه دیدن و آلودگی محیط‌زیست صدمه می‌بینند و در نتیجه اصولا مسئله محیط‌ زیست مسئله‌ای جنسیتی است.

## تاریخچه
واژه ی اکو فمینیسم برای اولین بر در سال ۱۹۷۴ توسط یک فمینیست فرانسوی به نام فرانسواز دوبون (به فرانسوی: Françoise d'Eaubonne) در کتابش "فمینیسم یا مرگ" پیشنهاد شد. وی از زنان خواست که انقلاب اکولوژیکی را رهبری کنند و روابط جدیدی بین انسانیت و طبیعت و همچنین زن و مرد برقرار کنند.  وی به وجود یک زن سالاری اصلی‌ که در آن روابط زن و مرد بر پایه‌ی برابری بود اشاره می‌کند. بعدتر تسلط مطلق مردان بر باروری زنان و همچنین باروری زمین جانشین این زن سالاری میشود. او نابودی زیست‌محیطی معاصر را نتیجه تاریخ سلطه مردسالارانه می‌داند.

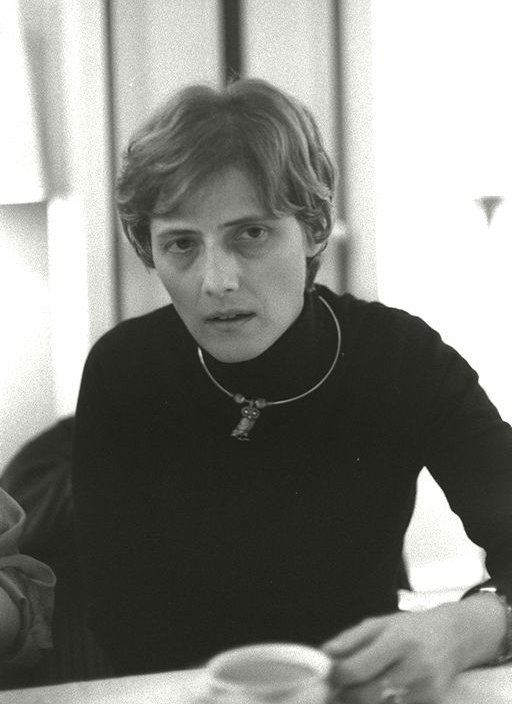
پترا کلی

اگرچه اکوفمینیسم در دهه ۱۹۷۰ میلادی پیشنهاد شد، اما در دهه ۸۰ به یک جنبش مهم فکری تبدیل شد. از دهه هشتاد گروه‌های اکوفمینیستی به‌طور مشخصی وارد عرصه فعالیت‌های اجتماعی به منظور بهبود شرایط زنان و مقابله با تهدیدات و مخاطرات زیست‌محیطی به‌طور توأمان شدند و از نیمه دوم دهه هشتاد این شاخه فمینیستی به‌صورت رشته‌ای آکادمیک در مراکز دانشگاهی وارد شد.

## ماهیت جنسیت‌گرایی
در ادبیات اکوفمینیستی ادعایی که به‌طور مستمر تکرار می‌شود این است که ساختارهای مردانه سلطه خود را از طریق اختلاف طبیعی زن و مرد توجیه می‌کنند، در حالیکه تضادهای مانند: بهشت/زمین، ذهن/بدن، مرد/زن، انسان/حیوان، روح/ماده، فرهنگ/طبیعت، سفید/غیرسفید، و توانا/ناتوان، ظلم و ستم، تضادهای طبیعی محسوب میشوند. اما اختلاف طبیعی زن و مرد، با ارزش‌گذاری‌های اجتماعی تقویت می‌شوند. تئوری اکوفمینیستی ادعا می‌کند که سرمایه‌داری بر اساس ارزش‌های پدر‌سالار و مردسالار‌انه بنا شده و به همین دلیل این رویکرد نمی‌تواند به نفع زنان باشد.

## استدلالهای رایج
- اکوفمینیسم استدلال می‌کند که در نظام مرد‌سالارنه بین سلطه و استثمار زن و سلطه و استثمار طبیعت ارتباط مهمی‌ وجود دارد. اگرچه هر رویکرد اکوفمینیستی این ارتباط را به طرز متفاوتی تفسیر می‌کند.

- اکوفمینیسم معتقد است که سلطه و استثمار زنان و تسلط و بهره‌برداری از طبیعت هر دو منشأیی مشترک دارند. این اشتراک زنان را در موقعیت ممتازی قرار می‌دهد تا به این سلطه پایان دهند.

- اکوفمینیسم ارتباطی که مردسالاری بین زن و طبیعت برقرار می‌کند را نفی می کند. برخی‌ نمایندگان جامعه مردسالار استدلال می‌کنند که زیست‌شناسی‌ زنان (بدن زن و توانایی زن در باردار شدن و ایجاد زندگی‌) آنها را در موقعیت نزدیک‌تری به طبیعت قرار می‌دهد. بر اساس این رویکرد، مردان، موجوداتی با هدایت عقل هستند که به دنیای تمدن تعلق دارند. بر خلاف شهود زنانه که متعلق به دنیای طبیعت است. تمدن به دلیل توانایی خود در کنترل و دگرگونی طبیعت، برتر از طبیعت محسوب می‌شود. و با این استدلال استثمار زنان را توجیه می‌کند. زبان جنسیتی که برای توصیف طبیعت استفاده می‌شود، (مام زمین) و زبان طبیعت انگارانه که برای توصیف زنان (پنجه آفتاب) استفاده میشود. نمود بارز این غلبه مرد سالارنه، به حاشیه راندن و انزوای اجتماعی زنان است. نظریه اکوفمینیسم تأکید می‌کند سرمایه‌داری باعث شکاف عمیق بین طبیعت و تمدن شده است. اکو‌فمینیست‌ها در دهه ۱۹۷۰ ادعا کردند که  شکاف بین طبیعت و تمدن تنها با غریزه زنانه و آگاهی‌ کلی‌ و جهان شمول پروسه‌های طبیعی‌ قابل درمان است. محققان اکوفمینیست تاکید می‌کنند که این تاثیر زنان برای پر کردن شکاف تمدن و طبیعت حاصل غریزه زنانه نیست بلکه به دلیل شرایط مشابه زنان تحت ظلم در دست نیروهای غالب مردسالار است.

## برخی‌ از نظریه پردازان
- فرانسواز دوبون (به فرانسوی: Françoise d'Eaubonne) وی از زنان خواست که انقلاب اکولوژیکی را رهبری کنند.
- جودی باری (به انگلیسی: Judi Bari) یک فعال محیط زیست، فمینیست و آنارشیست بود. او یکی‌ از سازماندهان اصلی‌ جنبش "اول زمین!" (انگلیسی: Earth First!) است.

- واندانا شیوا (به انگلیسی: Vandana Shiva) او از برگزار کننده‌های جنبش چیپو (به انگلیسی: Chipko movement) با هدف جلوگیری از جنگل زدایی در هیمالایا بود.
- وانگاری ماآتای (به انگلیسی: Wangari Muta Maathai) برنده جایزه صلح نوبل در سال ۲۰۰۴ میلادی.